# Liste der Monuments historiques in Sorcy-Saint-Martin
Die Liste der Monuments historiques in Sorcy-Saint-Martin führt die Monuments historiques in der französischen Gemeinde Sorcy-Saint-Martin auf.

## Liste der Immobilien
| Bezeichnung      | Beschreibung            | Standort                             | Kennzeichnung | Schutzstatus | Datum | Bild           |
| ---------------- | ----------------------- | ------------------------------------ | ------------- | ------------ | ----- | -------------- |
| Anwesen Brouet   | Relief, 16. Jahrhundert | Sorcy, 2 rue du Château Emy (Lage)   | PA00106635    | Classé       | 1927  |                |
| Kirche St-Martin | aus dem 15. Jahrhundert | Saint-Martin, rue de l’Église (Lage) | PA00106702    | Classé       | 1995  | weitere Bilder |

## Liste der Objekte
| Bezeichnung                                             | Beschreibung | Standort                                     | Kennzeichnung | Schutzstatus | Datum | Bild |
| ------------------------------------------------------- | --- | -------------------------------------------- | ------------- | ------------ | ----- | ---- |
| Taufbecken                                              | Stein und Holz, bemalt, Mitte des 18. Jahrhunderts | Saint-Martin, in der Kirche St-Martin (Lage) | PM55000594    | Classé       | 1961  |      |
| Grabdenkmal für Claude de Saint-Vincent                 | mit zwei Skulpturen: Johannes der Täufer und heiliger Claudius; Kalkstein, bezeichnet 1609                                                                    | Saint-Martin, in der Kirche St-Martin (Lage) | PM55001357    | Classé       | 2000  |      |
| Grabdenkmal für einen knienden Adligen                  | Kalkstein, 16. Jahrhundert | Saint-Martin, in der Kirche St-Martin (Lage) | PM55001356    | Classé       | 2000  |      |
| Gemälde Anbetung der Hirten                             | Ölfarbe auf Leinwand, Holzrahmen, 18. Jahrhundert | Sorcy, in der Kirche St-Remi (Lage)          | PM55000587    | Classé       | 1964  |      |
| Sakramentsvelum                                         | Seide, bestickt, erste Hälfte des 19. Jahrhunderts; im Centre départemental d’art sacré in Saint-Mihiel deponiert                                             | Saint-Martin, in der Kirche St-Martin (Lage) | PM55002378    | Inscrit      | 1996  |      |
| Kanzel                                                  | Eichenholz, 18. Jahrhundert | Sorcy, in der Kirche St-Remi (Lage)          | PM55002381    | Inscrit      | 1995  |      |
| Skulptur Heiliger Martin                                | Kalkstein, 18. Jahrhundert | Saint-Martin, in der Kirche St-Martin (Lage) | PM55002373    | Inscrit      | 1979  |      |
| Gemälde Anbetung der Könige                             | Ölfarbe auf Leinwand, Holzrahmen, 18. Jahrhundert | Sorcy, in der Kirche St-Remi (Lage)          | PM55000588    | Classé       | 1964  |      |
| Kanzel                                                  | Stein und Holz, bemalt, Anfang des 18. Jahrhunderts | Saint-Martin, in der Kirche St-Martin (Lage) | PM55000593    | Classé       | 1961  |      |
| Monstranz                                               | Silber, vergoldet, zwischen 1819 und 1838 | Saint-Martin, in der Kirche St-Martin (Lage) | PM55002593    | Inscrit      | 2005  |      |
| Drei Kanontafeln (1)                                    | Papier, vergoldeter Holzrahmen, Glas, erste Hälfte des 19. Jahrhunderts                                                                                       | Sorcy, in der Kirche St-Remi (Lage)          | PM55002594    | Inscrit      | 2005  |      |
| Gemälde Ansicht von Sorcy mit Schloss, Brücke und Mühle | Ölfarbe auf Leinwand, 19. Jahrhundert | Sorcy, in der Mairie (Lage)                  | PM55002596    | Inscrit      | 2005  |      |
| Gemälde Johannes der Täufer                             | Ölfarbe auf Leinwand, 18. Jahrhundert | Sorcy, in der Kirche St-Remi (Lage)          | PM55000590    | Classé       | 1964  |      |
| Sechs Reliefs mit Szenen aus der Martinslegende         | Stein und Holz, bemalt, Anfang des 18. Jahrhunderts | Saint-Martin, in der Kirche St-Martin (Lage) | PM55000592    | Classé       | 1961  |      |
| Acht Kirchenstühle                                      | Eichenholz, 18. Jahrhundert | Saint-Martin, in der Kirche St-Martin (Lage) | PM55002377    | Inscrit      | 1994  |      |
| Vier Gemälde: Evangelisten                              | Ölfarbe auf Leinwand, Holzrahmen, 19. Jahrhundert | Sorcy, in der Kirche St-Remi (Lage)          | PM55002379    | Inscrit      | 1995  |      |
| Zwei Beichtstühle                                       | Eichenholz, 1851 | Sorcy, in der Kirche St-Remi (Lage)          | PM55002380    | Inscrit      | 1995  |      |
| Altarkreuz                                              | Holz, farbig gefasst, 18. Jahrhundert | Sorcy, in der Kirche St-Remi (Lage)          | PM55002595    | Inscrit      | 2005  |      |
| Gemälde Mariä Himmelfahrt                               | Ölfarbe auf Leinwand, Holzrahmen, 18. Jahrhundert | Sorcy, in der Kirche St-Remi (Lage)          | PM55000589    | Classé       | 1964  |      |
| Skulptur Madonna mit Kind                               | Stein, modern farbig gefasst, 15. Jahrhundert | Saint-Martin, in der Kirche St-Martin (Lage) | PM55000591    | Classé       | 1961  |      |
| Taufbecken                                              | Stein, Holz, 18. und 19. Jahrhundert | Sorcy, in der Kirche St-Remi (Lage)          | PM55001358    | Classé       | 2000  |      |
| Drei Kanontafeln (2)                                    | Aquarellfarbe und Tinte auf Papier, vergoldeter Holzrahmen, zweite Hälfte des 18. Jahrhunderts; im Centre départemental d’art sacré in Saint-Mihiel deponiert | Saint-Martin, in der Kirche St-Martin (Lage) | PM55002371    | Inscrit      | 1994  |      |
| Kanontafel                                              | Aquarellfarbe und Tinte auf Papier, vergoldeter Holzrahmen, zweite Hälfte des 18. Jahrhunderts; im Centre départemental d’art sacré in Saint-Mihiel deponiert | Saint-Martin, in der Kirche St-Martin (Lage) | PM55002370    | Inscrit      | 1994  |      |
| Kruzifix                                                | Lindenholz, 15. Jahrhundert | Saint-Martin, in der Kirche St-Martin (Lage) | PM55002372    | Inscrit      | 1995  |      |